# 流感基因组测序计划
流感基因组测序计划（英語：Influenza Genome Sequencing Project，缩写IGSP）是由美国国立卫生研究院（National Institutes of Health，NIH）下辖的國家過敏和傳染病研究所（National Institute of Allergy and Infectious Diseases，NIAID）2004年发起的流感病毒基因组测序计划，旨在帮助研究人员了解流感病毒是如何进化、传播和致病的。